# Zefirant
Zefirant (Zephyranthes Herb.) – rodzaj roślin z rodziny amarylkowatych. Obejmuje 180 gatunków, występujących w Ameryce Południowej, Ameryce Środkowej oraz w Meksyku i Stanach Zjednoczonych w Ameryce Północnej. Introdukowany do południowej Afryki, południowej i południowo-wschodniej Azji i północno-wschodniej Australii.

## Morfologia

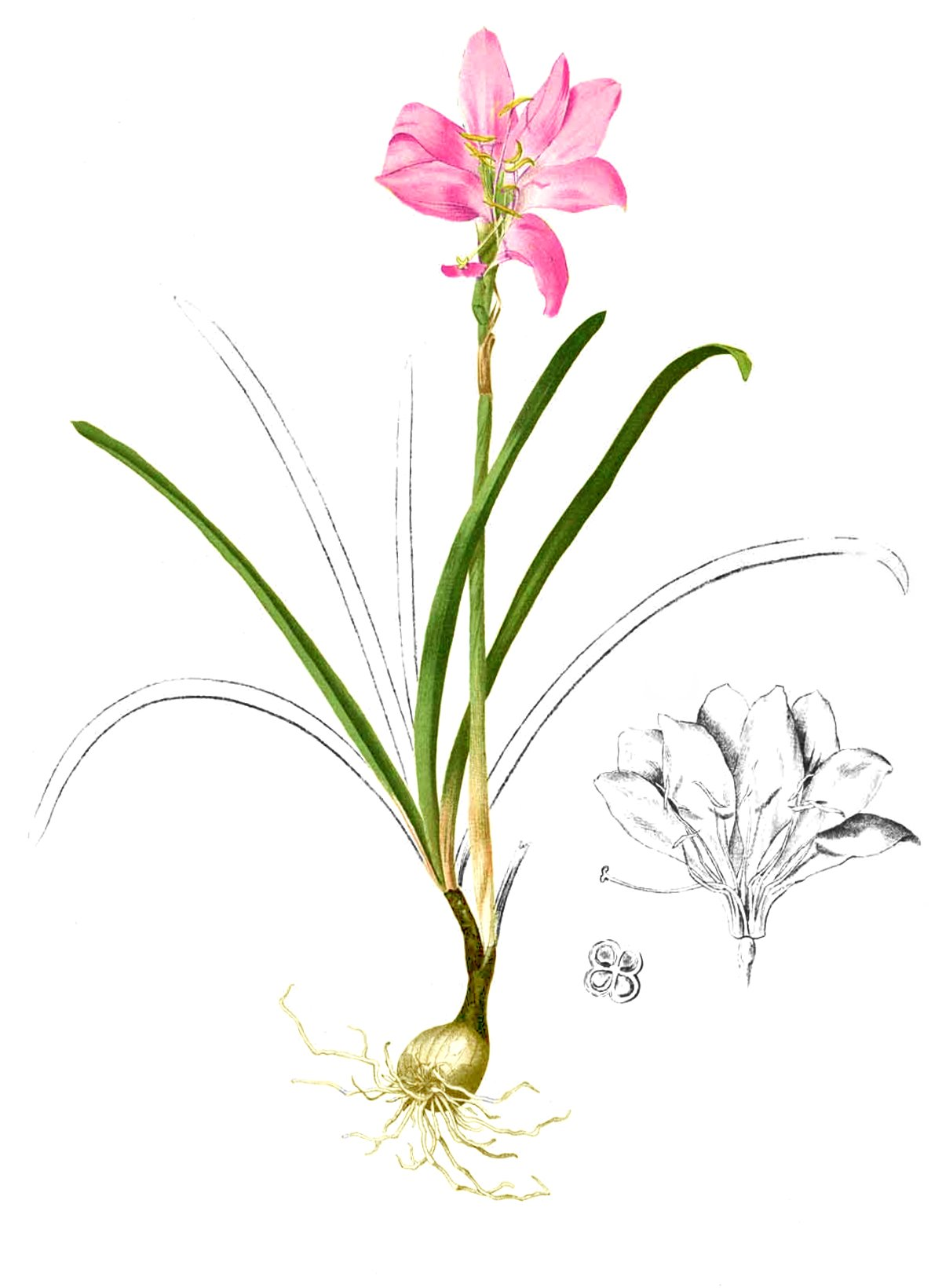
Budowa Z. versicolor

PokrójWieloletnie rośliny zielne, o wysokości 4-50 cm.
PędKulista, jajowata, rzadziej podługowata lub gruszkowata cebula.
LiścieZwykle sezonowe, rzadziej wiecznie zielone, zazwyczaj równowąskie, rzadziej taśmowate lub nitkowate, kanalikowate lub płaskie, niekiedy mięsiste, o długości 10–60 cm i szerokości 1–13 mm. Wierzchołek ostry do tępego lub zaokrąglonego. Użyłkowanie liścia równoległe. U niektórych gatunków wyrastające na nibyogonkach stworzonych z nasady blaszki liściowej, o długości 2–9 cm.
KwiatyPojedyncze lub rzadziej dwa do sześciu zebrane w kwiatostan, wyrastający na okrągłym na przekroju lub nitkowatym, pustym w środku głąbiku, o długości 2-30 cm (niekiedy pozostającym pod ziemią), wsparty dwiema błoniastymi podsadkami, zrośniętymi brzegami w rurkę do połowy wysokości lub całkowicie i wtedy powyżej dwudzielne lub dziurkowane, rzadziej całe, o długości 0,8–6 cm. Każdy kwiat wsparty jest nitkowatolancetowatą do równowąskolancetowatej przysadką. Okwiat lekko lub znacznie grzbiecisty lub promienisty, rurkowaty do miskowatego lub dzwonkowaty do talerzykowatego, rzadziej trzy górne listki odgięte do góry, a trzy dolne odchylone i zwijające się proksymalnie, przypominające warżki. Listki okwiatu niemal wolne lub zrośnięte u nasady w rurkę, odwrotnielancetowate do eliptycznych lub jajowatych, rzadziej wąskolancetowate lub sierpowate, zwykle białe do różowych, rzadziej żółte, czerwone, karminowe lub liliowe, niekiedy paskowane, albo jaśniejsze, ciemniejsze lub zielono zabarwione u nasady, o długości 0,6–7 cm i szerokości 2–24 mm. Przykoronek, jeżeli obecny, niewyrazisty. Pręciki o nitkowatych nitkach, proste lub wygięte. Zalążnia dolna. Szyjka słupka zakończona główkowato-trójwrębnym do trójdzielnego znamieniem.
OwoceKulisto-trójgraniaste torebki, niekiedy bocznie spłaszczone, zawierają półeliptyczne do niemal trójkątnych płaskie, czarne, papierzaste, niekiedy oskrzydlone nasiona.

## Systematyka

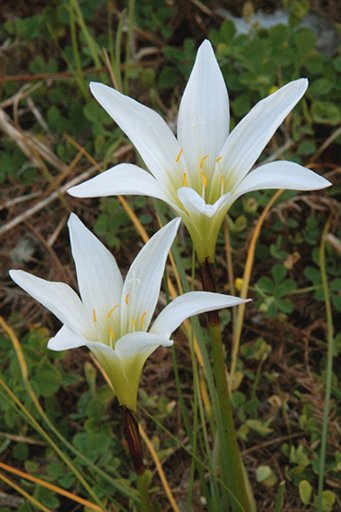
Z. atamasco

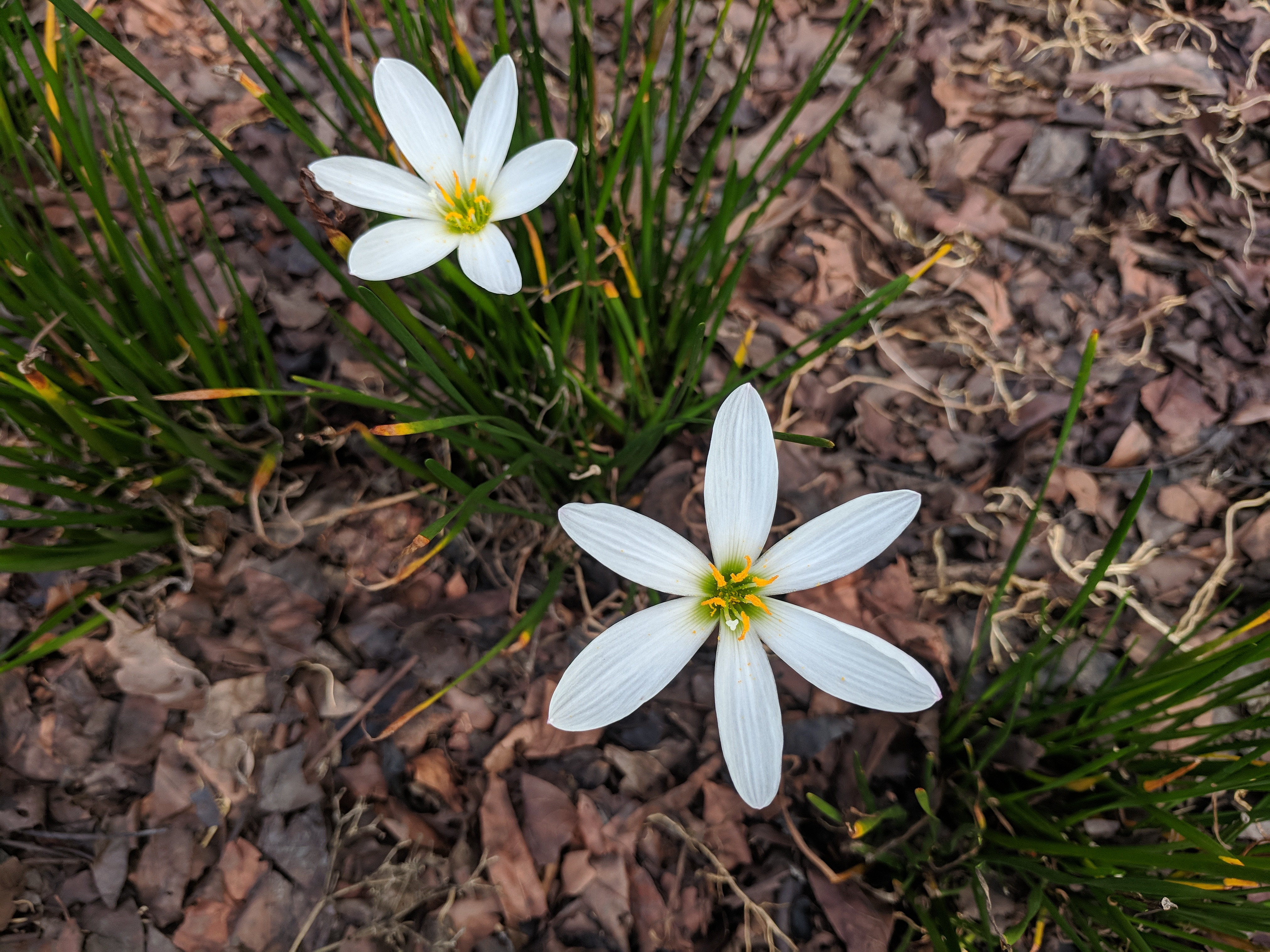
Z. candida

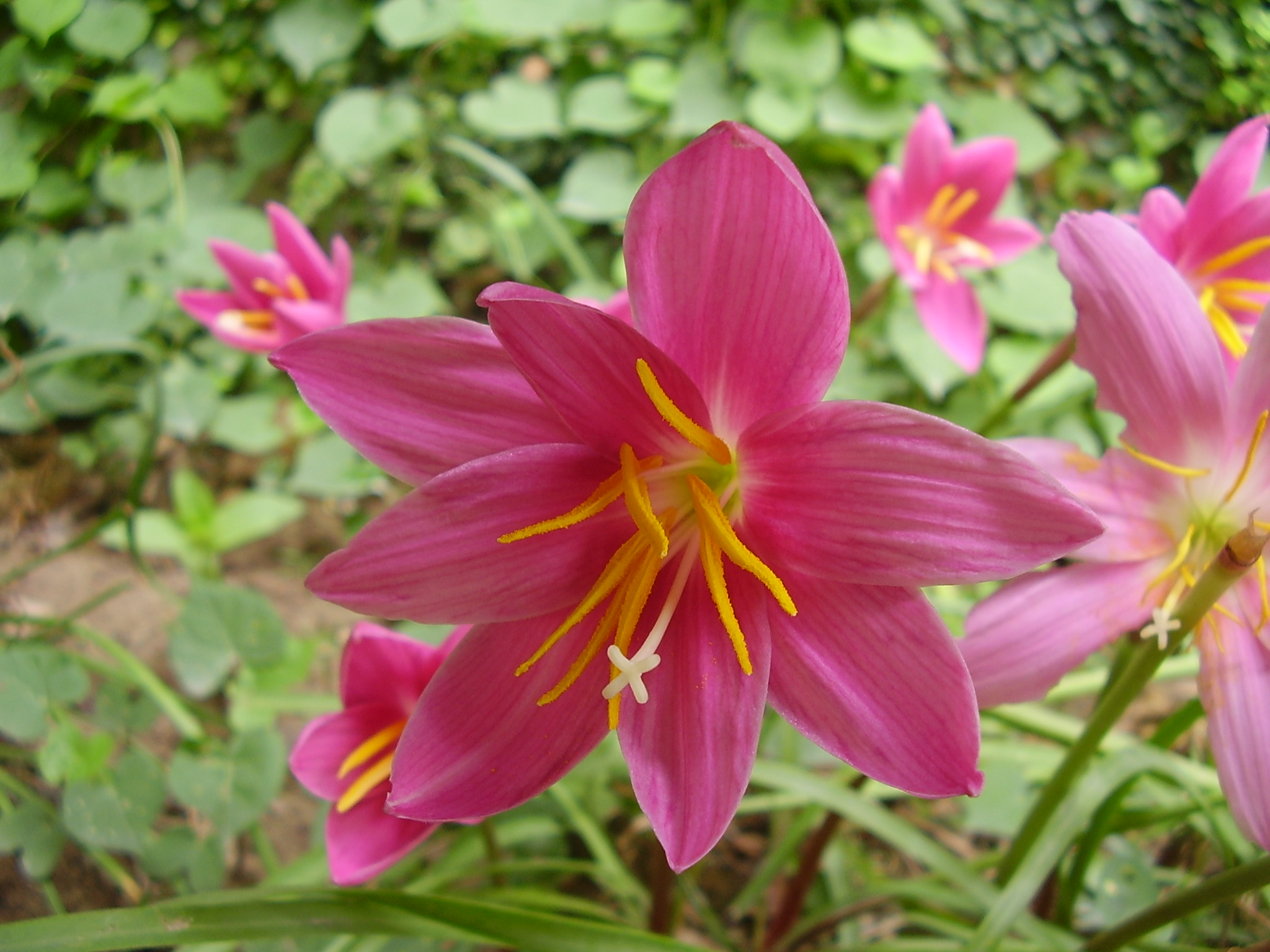
Z. carinata

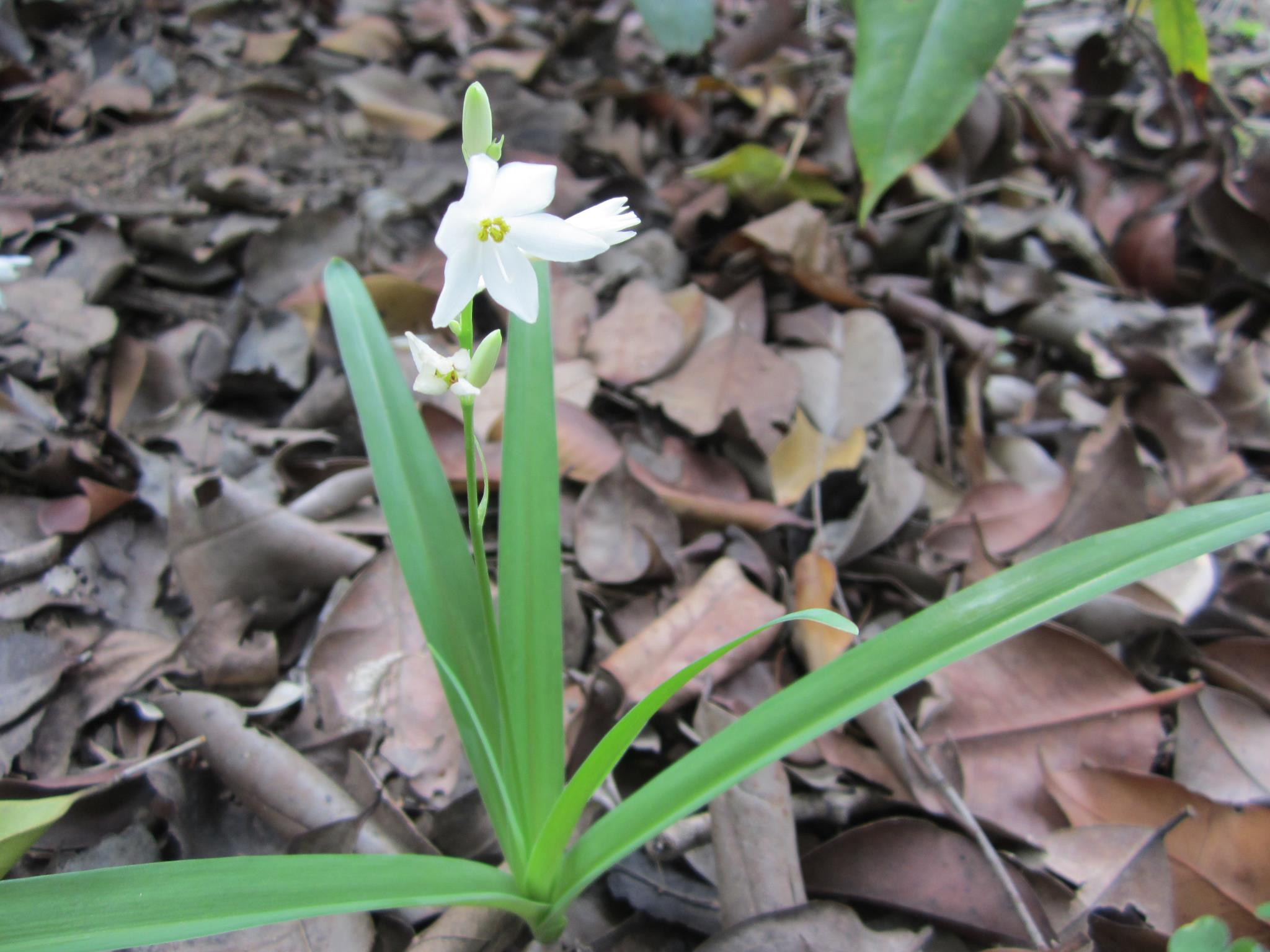
Z. chlorosolen

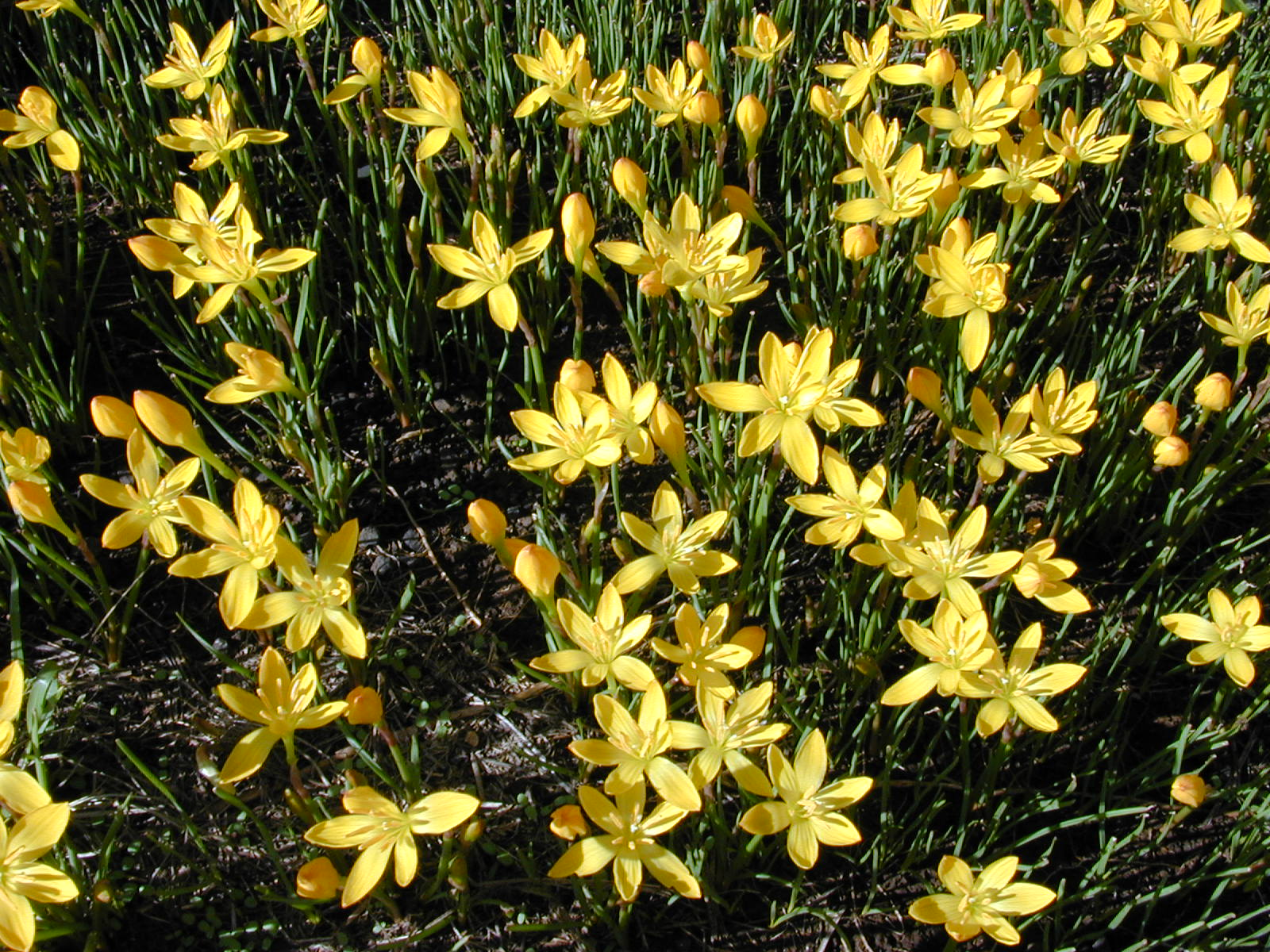
Z. citrina

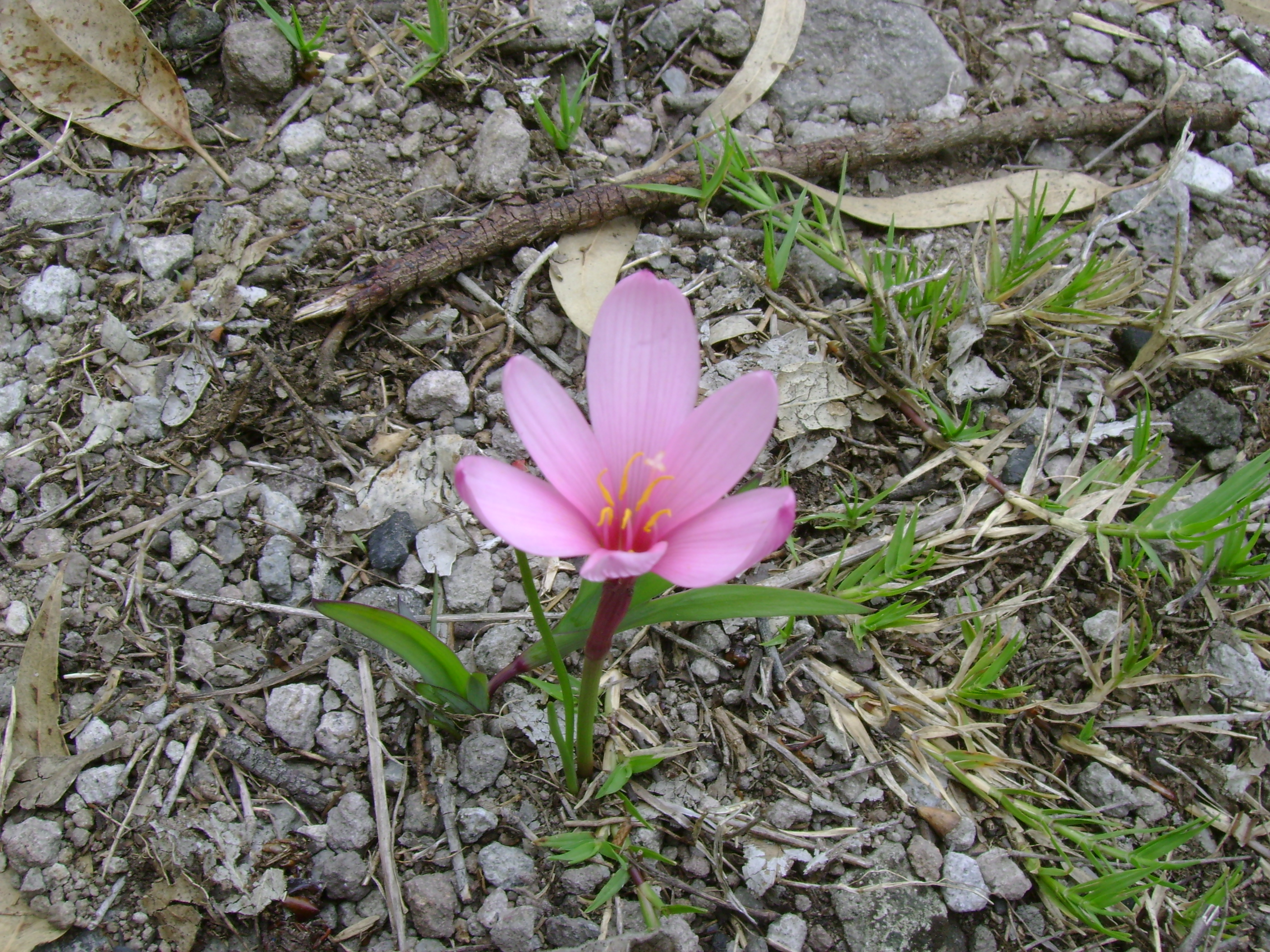
Z. lindleyana

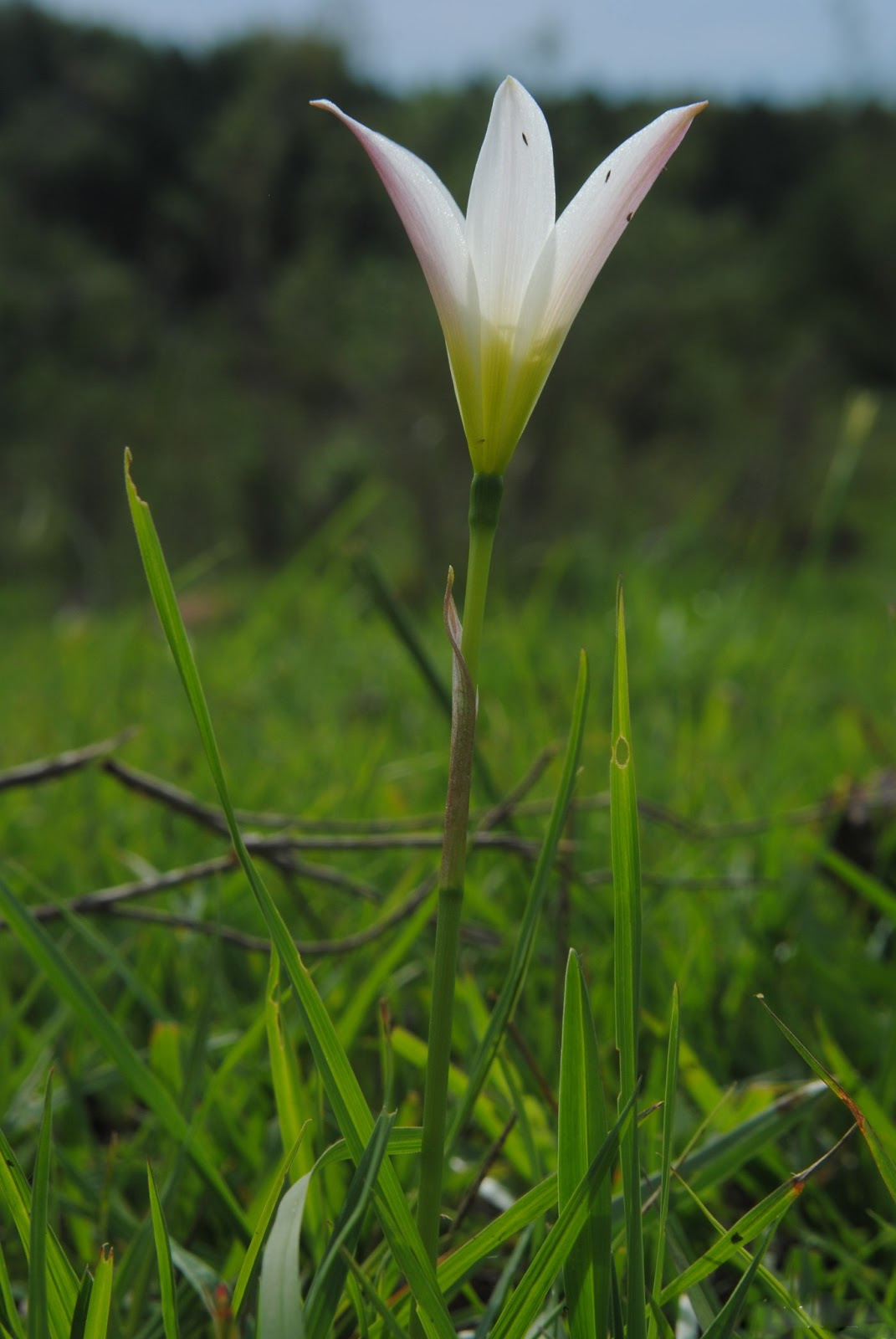
Z. mesochlea

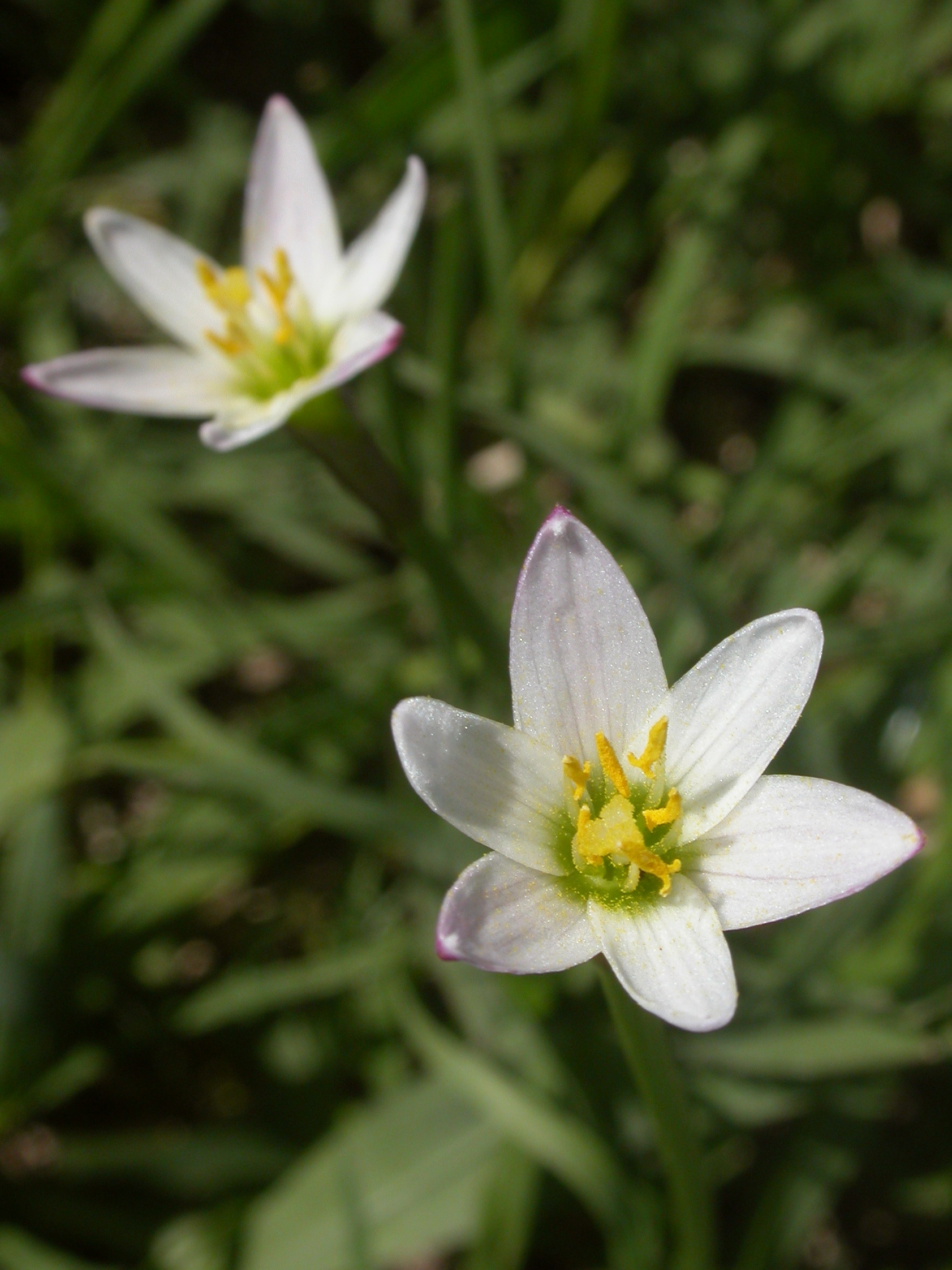
Z. minima

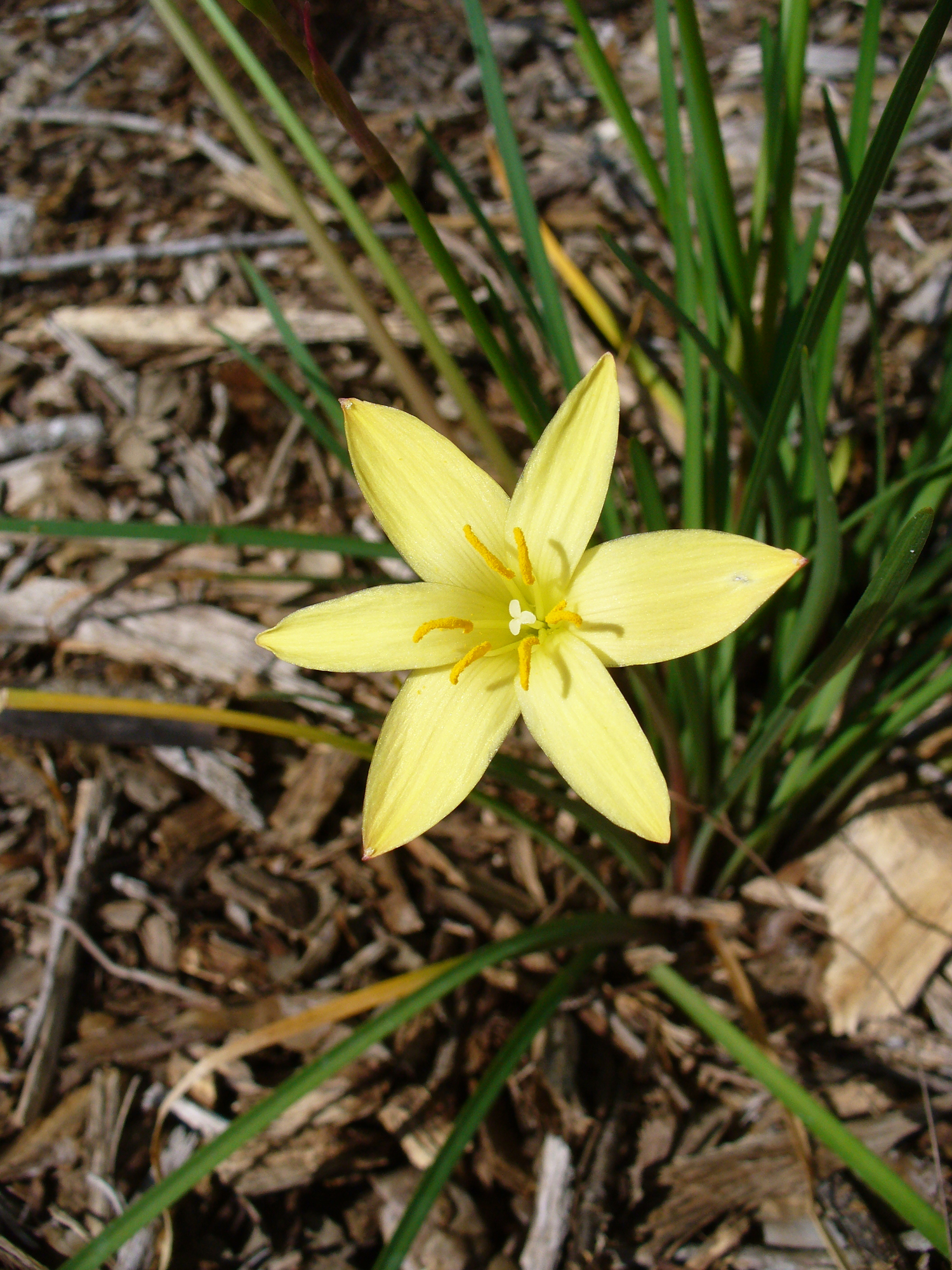
Z. primulina

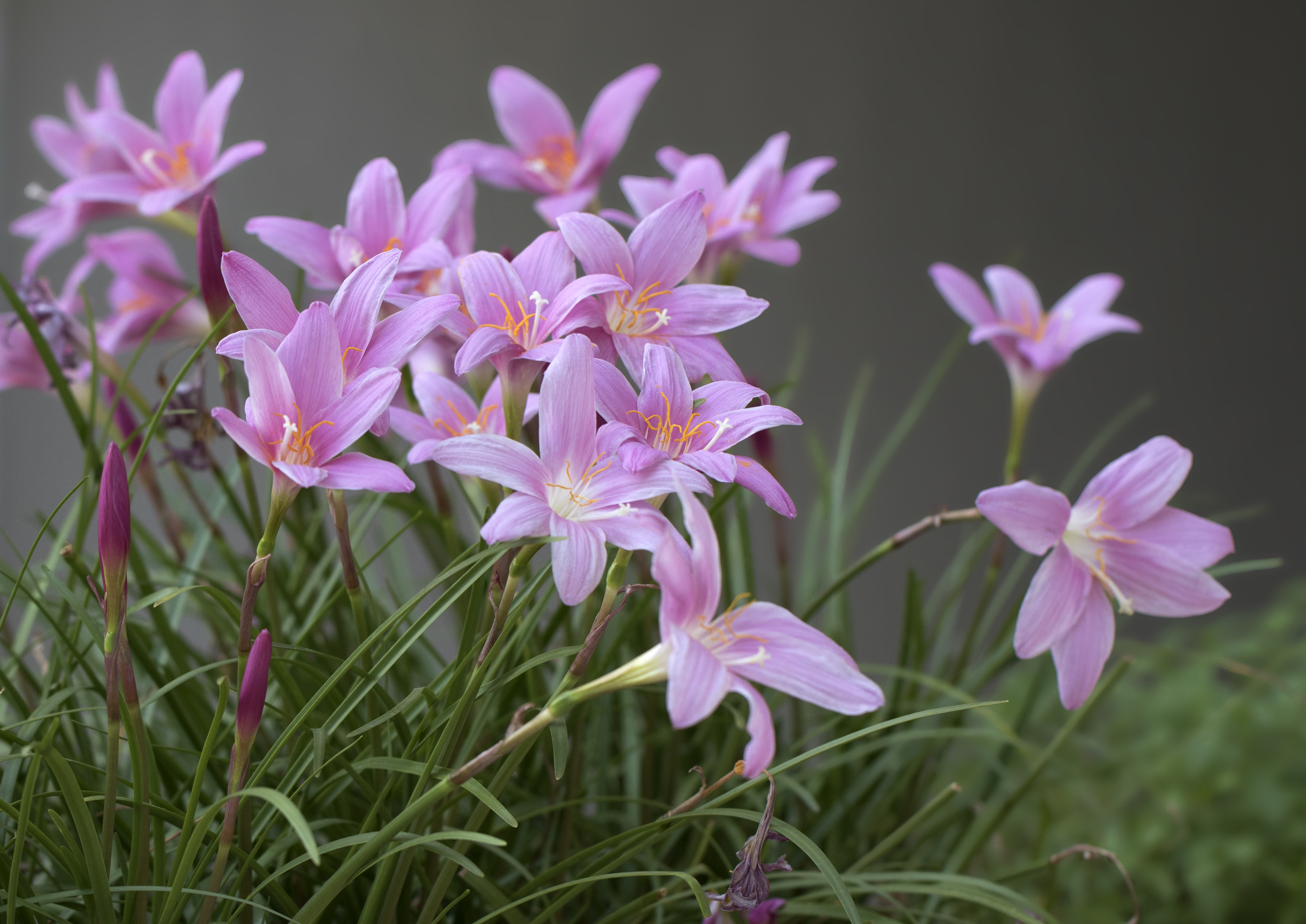
Z. minuta

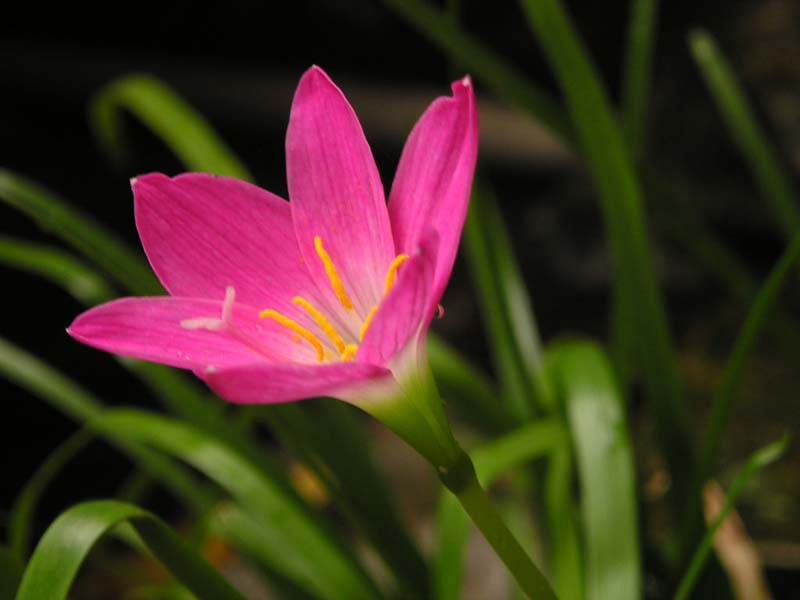
Kwiat Zephyranthes rosea

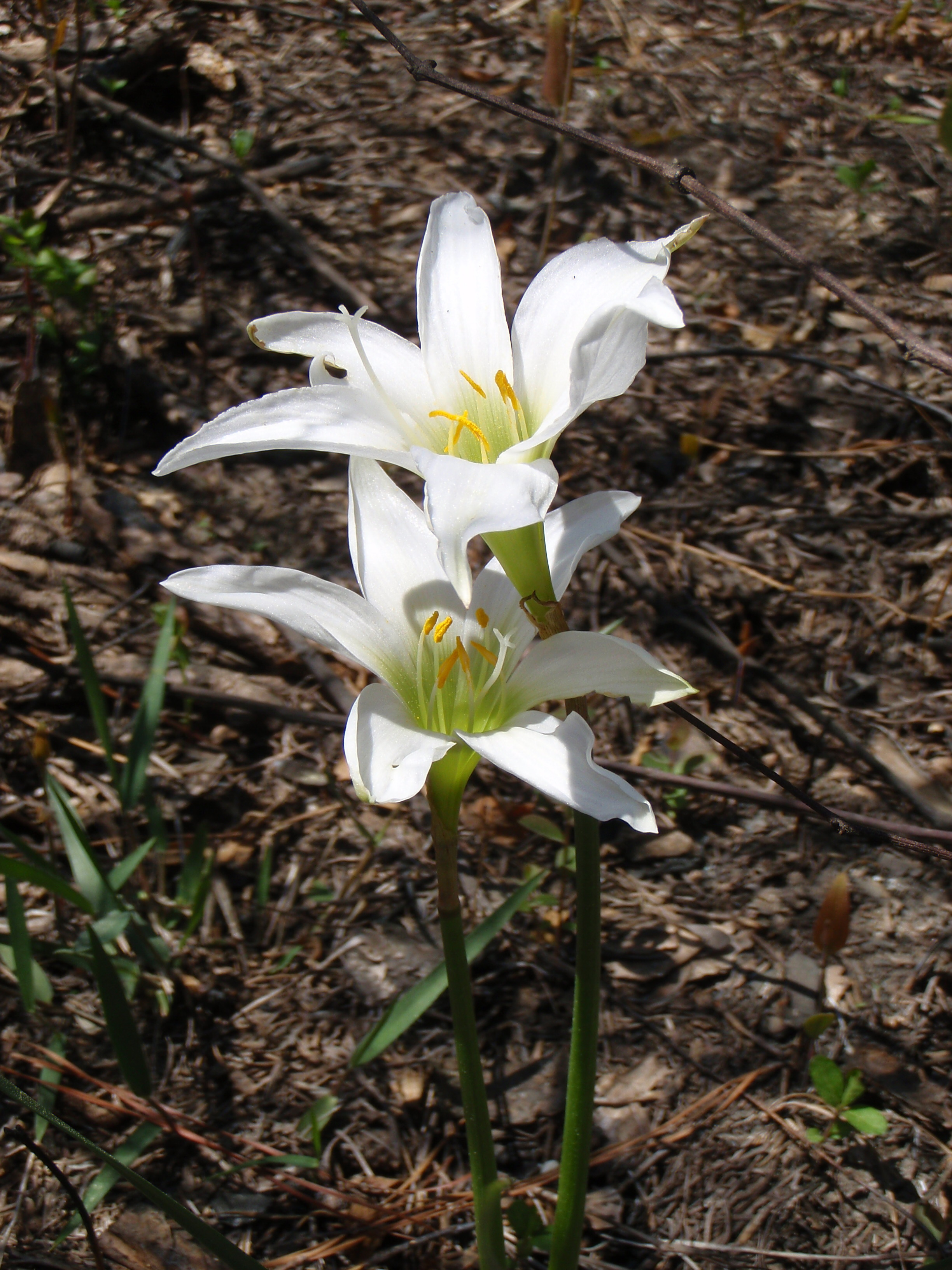
Z. treatiae

Pozycja systematycznaRodzaj z plemienia Hippeastreae, podrodziny amarylkowych Amaryllidoideae z rodziny amarylkowatych Amaryllidaceae.
Pozycja rodzaju w systemie Reveala (1993–1999)Gromada okrytonasienne (Magnoliophyta Cronquist), podgromada Magnoliophytina Frohne & U. Jensen ex Reveal, klasa jednoliścienne (Liliopsida Brongn.), podklasa liliowe (Liliidae J.H. Schaffn.), nadrząd liliopodobne (Lilianae Takht.), rząd amarylkowce (Amaryllidales Bromhead), rodzina amarylkowate (Amaryllidaceae J. St.-Hil.), rodzaj Zephyranthes Herb..
Podział rodzaju i wykaz gatunków
- podrodzaj Zephyranthes:

- - Zephyranthes albiella Traub
  - Zephyranthes albolilacina Cárdenas
  - Zephyranthes amambaica (Ravenna) Nic.García & Meerow
  - Zephyranthes americana (Hoffmanns.) Ravenna
  - Zephyranthes amoena Ravenna
  - Zephyranthes andalgalensis  (Ravenna) S.C.Arroyo
  - Zephyranthes andina (R.E.Fr.) Traub
  - Zephyranthes araguaiensis (Ravenna) R.S.Oliveira & Dutilh
  - Zephyranthes arenicola Brandegee
  - Zephyranthes atamasco (L.) Herb.
  - Zephyranthes aurata (Ravenna) Nic.García & Meerow
  - Zephyranthes bahiensis (Ravenna) R.S.Oliveira & Dutilh
  - Zephyranthes barrosiana (Hunz. & Di Fulvio) S.C.Arroyo
  - Zephyranthes bella T.M.Howard & S.Ogden
  - Zephyranthes bifolia (Aubl.) M.Roem.
  - Zephyranthes botumirimensi s (R.S.Oliveira) R.S.Oliveira & Dutilh
  - Zephyranthes brachyandra (Baker) Backer
  - Zephyranthes brevipes Standl.
  - Zephyranthes breviscapa Ravenna
  - Zephyranthes briquetii J.F.Macbr.
  - Zephyranthes caaguazuensis  (Ravenna) Nic.García & Meerow
  - Zephyranthes caerulea (Griseb.) Baker
  - Zephyranthes calderensis (Ravenna) Nic.García & S.C.Arroyo
  - Zephyranthes candida (Lindl.) Herb. – zefirant biały[8]
  - Zephyranthes capivarina Ravenna
  - Zephyranthes cardinalis C.H.Wright
  - Zephyranthes carinata Herb.
  - Zephyranthes carminea (Ravenna) S.C.Arroyo
  - Zephyranthes cearensis (Herb.) Baker
  - Zephyranthes chacoensis (Ravenna) S.C.Arroyo
  - Zephyranthes chichimeca T.M.Howard & S.Ogden
  - Zephyranthes chlorosolen (Herb.) D.Dietr.
  - Zephyranthes chrysantha Greenm. & C.H.Thomps.
  - Zephyranthes ciceroana M.M.Mejía & R.G.García
  - Zephyranthes citrina Baker
  - Zephyranthes clintiae Traub
  - Zephyranthes comunelloi R.E.Bastian & Büneker
  - Zephyranthes concinna (Ravenna) R.S.Oliveira & Dutilh
  - Zephyranthes concolor (Lindl.) G.Nicholson
  - Zephyranthes contermina (Ravenna) R.S.Oliveira & Dutilh
  - Zephyranthes conzattii Greenm.
  - Zephyranthes correntina (Roitman, J.A.Castillo & M.R.Barrios) Nic.García & S.C.Arroyo
  - Zephyranthes crassibulba (Ravenna) S.C.Arroyo
  - Zephyranthes crociflora T.M.Howard & S.Ogden
  - Zephyranthes cubensis Urb.
  - Zephyranthes datensis (Ravenna) R.S.Oliveira & Dutilh
  - Zephyranthes depauperata Herb.
  - Zephyranthes dichromantha T.M.Howard
  - Zephyranthes diluta Ravenna
  - Zephyranthes drummondii D.Don
  - Zephyranthes duarteana (Ravenna) R.S.Oliveira & Dutilh
  - Zephyranthes elegans Ravenna
  - Zephyranthes erubescens S.Watson
  - Zephyranthes filifolia Herb. ex Kraenzl.
  - Zephyranthes flavissima Ravenna
  - Zephyranthes fluvialis Ravenna
  - Zephyranthes fosteri Traub
  - Zephyranthes gameleirensis  (Ravenna) R.S.Oliveira & Dutilh
  - Zephyranthes gilliesiana (Herb.) ined.
  - Zephyranthes goiana (Ravenna) R.S.Oliveira & Dutilh
  - Zephyranthes gracilifolia (Herb.) G.Nicholson
  - Zephyranthes gracilis Herb.
  - Zephyranthes gratissima Ravenna
  - Zephyranthes guachipensis (Ravenna) S.C.Arroyo
  - Zephyranthes guatemalensis  L.B.Spencer
  - Zephyranthes hondurensis Ravenna
  - Zephyranthes howardii Traub
  - Zephyranthes immaculata (Traub & Clint) Nic.García & Meerow
  - Zephyranthes insularum H.H.Hume ex Moldenke
  - Zephyranthes irwiniana (Ravenna) Nic.García
  - Zephyranthes ischihualasta  (Ravenna) S.C.Arroyo
  - Zephyranthes itaobina (Ravenna) Nic.García
  - Zephyranthes jonesii (Cory) Traub
  - Zephyranthes jujuyensis E.Holmb.
  - Zephyranthes katheriniae L.B.Spencer
  - Zephyranthes lactea S.Moore
  - Zephyranthes lagesiana Ravenna
  - Zephyranthes latissimifolia L.B.Spencer
  - Zephyranthes lehmilleri Nic.García & Meerow
  - Zephyranthes leonensis (Ravenna) S.C.Arroyo
  - Zephyranthes leptandra (Ravenna) Nic.García
  - Zephyranthes leucantha T.M.Howard
  - Zephyranthes lindleyana Herb.
  - Zephyranthes longifolia Hemsl.
  - Zephyranthes longipes Baker
  - Zephyranthes longistyla Pax
  - Zephyranthes longituba Flory ex Flagg & G.Lom.Sm.
  - Zephyranthes lucida (R.S.Oliveira) R.S.Oliveira & Dutilh
  - Zephyranthes macrosiphon Baker
  - Zephyranthes magnoi (Ravenna) S.C.Arroyo
  - Zephyranthes martinezii (Ravenna) Nic.García
  - Zephyranthes mataca (Ravenna) S.C.Arroyo
  - Zephyranthes matogrossensis (Ravenna) R.S.Oliveira & Dutilh
  - Zephyranthes medinae (L.O.Alvarado & García-Mend.) Nic.García & Meerow
  - Zephyranthes mendocensis Baker
  - Zephyranthes mesochloa Herb.
  - Zephyranthes mexicana (T.M.Howard) Nic.García & Meerow
  - Zephyranthes microcarpa (Rusby) S.C.Arroyo
  - Zephyranthes microstigma Ravenna
  - Zephyranthes millarensis (Ravenna) Nic.García
  - Zephyranthes minima Herb.
  - Zephyranthes minor (Ravenna) R.S.Oliveira & Dutilh
  - Zephyranthes minuta (Kunth) D.Dietr.
  - Zephyranthes miradorensis (Kraenzl.) Espejo & López-Ferr.
  - Zephyranthes moctezumae T.M.Howard
  - Zephyranthes modesta Ravenna
  - Zephyranthes morrisclintii Traub & T.M.Howard
  - Zephyranthes nelsonii Greenm.
  - Zephyranthes nervosa Herb.
  - Zephyranthes neumannii (Roitman, J.A.Castillo & Maza) Nic.García & S.C.Arroyo
  - Zephyranthes nymphaea T.M.Howard & S.Ogden
  - Zephyranthes oranensis (Ravenna) S.C.Arroyo
  - Zephyranthes orellanae Carnevali, Duno & J.L.Tapia
  - Zephyranthes pantanalensis  (Ravenna) R.S.Oliveira & Dutilh
  - Zephyranthes paranaensis Ravenna
  - Zephyranthes philadelphica  (Ravenna) Nic.García & Meerow
  - Zephyranthes picta (Ravenna) S.C.Arroyo
  - Zephyranthes plumieri H.H.Hume ex Moldenke
  - Zephyranthes primulina T.M.Howard & S.Ogden
  - Zephyranthes proctorii Acev.-Rodr. & M.T.Strong
  - Zephyranthes pseudoconcolor Flagg, G.Lom.Sm. & García-Mend.
  - Zephyranthes puertoricensis Traub
  - Zephyranthes pulchella J.G.Sm.
  - Zephyranthes purpurea Phil.
  - Zephyranthes purpurella Ravenna
  - Zephyranthes refugiensis F.B.Jones
  - Zephyranthes reginae T.M.Howard & S.Ogden
  - Zephyranthes riojana (Ravenna) S.C.Arroyo
  - Zephyranthes robusta (Herb.) Baker
  - Zephyranthes rosalensis Ravenna
  - Zephyranthes rosea Lindl.
  - Zephyranthes rubra (Ravenna) R.S.Oliveira & Dutilh
  - Zephyranthes ruizlealii (Ravenna) S.C.Arroyo
  - Zephyranthes saipinensis (Ravenna) Nic.García
  - Zephyranthes salinarum (Ravenna) S.C.Arroyo
  - Zephyranthes saltensis (Ravenna) S.C.Arroyo
  - Zephyranthes sanavirone (Roitman, J.A.Castillo, G.M.Tourn & Uria) Nic.García & S.C.Arroyo
  - Zephyranthes schulziana (Ravenna) S.C.Arroyo
  - Zephyranthes sessilis Herb.
  - Zephyranthes simpsonii Chapm.
  - Zephyranthes smallii (Alexander) Traub
  - Zephyranthes spectabilis (Ravenna) S.C.Arroyo
  - Zephyranthes stellaris Ravenna
  - Zephyranthes stellatorosea  G.Lom.Sm., Spurrier, Flagg & Espejo
  - Zephyranthes steyermarkii (Ravenna) S.C.Arroyo
  - Zephyranthes subflava L.B.Spencer
  - Zephyranthes susatana Fern.Alonso & Groenend.
  - Zephyranthes sylvatica (Mart. ex Schult. & Schult.f.) Baker
  - Zephyranthes tepicensis (Greenm. ex Flagg & G.Lom.Sm.) Flagg & G.Lom.Sm.
  - Zephyranthes traubii (W.Hayw.) Moldenke
  - Zephyranthes treatiae S.Watson
  - Zephyranthes tubispatha (L'Hér.) Herb.
  - Zephyranthes tucumanensis Hunz.
  - Zephyranthes uruguaianica Ravenna
  - Zephyranthes venturiana (Ravenna) S.C.Arroyo
  - Zephyranthes versicolor (Herb.) G.Nicholson
  - Zephyranthes vittata (T.M.Howard) Nic.García & Meerow
  - Zephyranthes wrightii Baker
  - Zephyranthes yaviensis Ravenna
  - Zephyranthes zapotecana Nic.García & Meerow

- podrodzaj Habranthus (Herb.) Nic.García, obejmujący: 
  - Zephyranthes estensis (Ravenna) Nic.García & S.C.Arroyo
  - Zephyranthes jamesonii (Baker) Nic.García & S.C.Arroyo
- podrodzaj Eithea (Ravenna) Nic.García, obejmujący: 
  - Zephyranthes blumenavia (K.Koch & C.D.Bouché ex Carrière) Nic.García & Dutilh
  - Zephyranthes lagopaivae (Campos-Rocha & Dutilh) Nic. García & Dutilh
- podrodzaj Neorhodophiala Nic.García & Meerow, obejmujący Zephyranthes bifida (Herb.) Nic.García & Meerow
- podrodzaj Myostemma (Salisb.) Nic.García, obejmujący:
  - Zephyranthes advena (Ker Gawl.) Nic.García
  - Zephyranthes ananuca (Phil.) Nic.García
  - Zephyranthes araucana (Phil.) Nic.García
  - Zephyranthes bagnoldii (Herb.) Nic.García
  - Zephyranthes berteroana (Phil.) Nic.García
  - Zephyranthes capitata Nic.García
  - Zephyranthes cisandina (Ravenna) Nic.García
  - Zephyranthes cuyana Nic.García
  - Zephyranthes laeta (Phil.) Nic.García
  - Zephyranthes maculata (L’Hér.) Nic.García
  - Zephyranthes moelleri (Phil.) Nic.García
  - Zephyranthes monantha (Ravenna) Nic.García
  - Zephyranthes montana (Phil.) Nic.García
  - Zephyranthes philippiana Nic.García
  - Zephyranthes phycelloides (Herb.) Nic.García
  - Zephyranthes splendens (Renjifo) Nic.García
  - Zephyranthes elwesii (C.H.Wright) Nic.García
- incertae sedis: Zephyranthes pedunculosa (Herb.) Nic.García & S.C.Arroyo

## Nazewnictwo
Etymologia nazwy naukowejNazwa naukowa rodzaju pochodzi od greckiego słów ζέφυρος(Zephyros – Zefir, wiatr zachodni) i άνθος (anthos – kwiat).
Nazwy zwyczajowe w języku polskimPolska nazwa rodzaju Phycella: zefirant, obok zefyrantes, zefirek, zetyrantus, zefirzyn, lilia Lange i zefiryna, wskazana została już w Słowniku polskich imion rodzajów oraz wyższych skupień roślin z roku 1900 Józefa Rostafińskiego.
Synonimy
- Aidema Ravenna
- Argyropsis M.Roem.
- Arviela Salisb.
- Atamasco Raf.
- Atamosco Adans.
- Bathya Ravenna
- × Cooperanthes Percy-Lanc.
- Cooperia Herb.
- Eithea Ravenna
- Famatina Ravenna
- Habranthus Herb.
- Haylockia Herb.
- Mesochloa Raf.
- Myostemma Salisb.
- Plectronema Raf.
- Pogonema Raf.
- Sceptranthes Graham
- Zephyranthella (Pax) Pax

## Zastosowanie

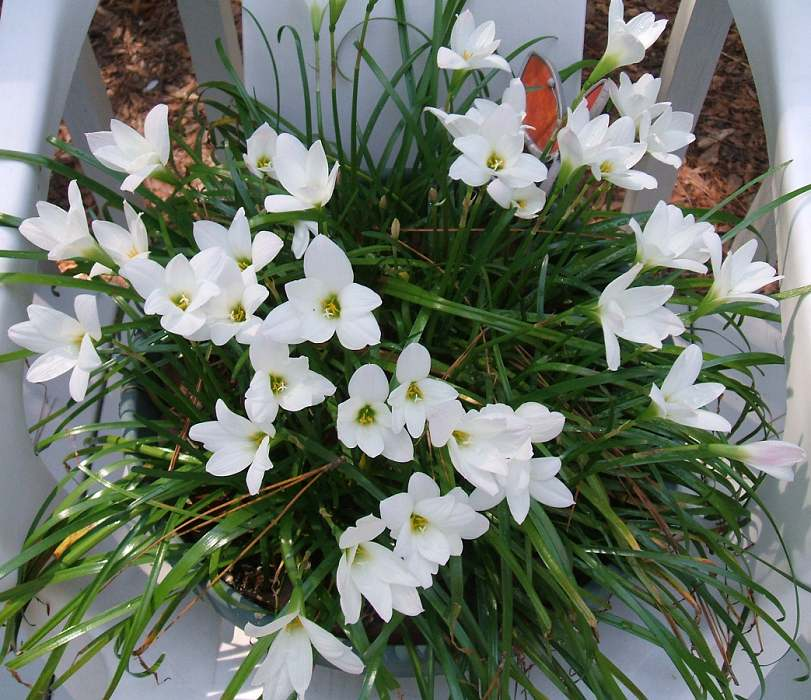
Zefirant biały w uprawie

Rośliny ozdobneNiektóre gatunki są uprawiane jako rośliny pokojowe, a w krajach o cieplejszym klimacie (strefy 9–11) również jako ogrodowe. Rośliny nie są całkiem mrozoodporne, więc można uprawiać je tylko w najcieplejszych regionach Polski. Cebule sadzi się w ciepłym, słonecznym miejscu na przedwiośniu lub jesienią, warstwa gleby nie powinna być grubsza niż 2 cm. Zimą przykrywać należy torfem o grubości 20 cm. Uprawa również w pojemnikach. Rozmnażanie przez cebulki przybyszowe lub nasiona.
Rośliny leczniczeNiektóre gatunki zefirantu stosowane są w ziołolecznictwie. Z. minuta stosowany jest w leczeniu raka i cukrzycy. Roślina ta zawiera alkaloidy: pankratystatynę, tazetynę i likorynę.